# Malé lázně Běloves

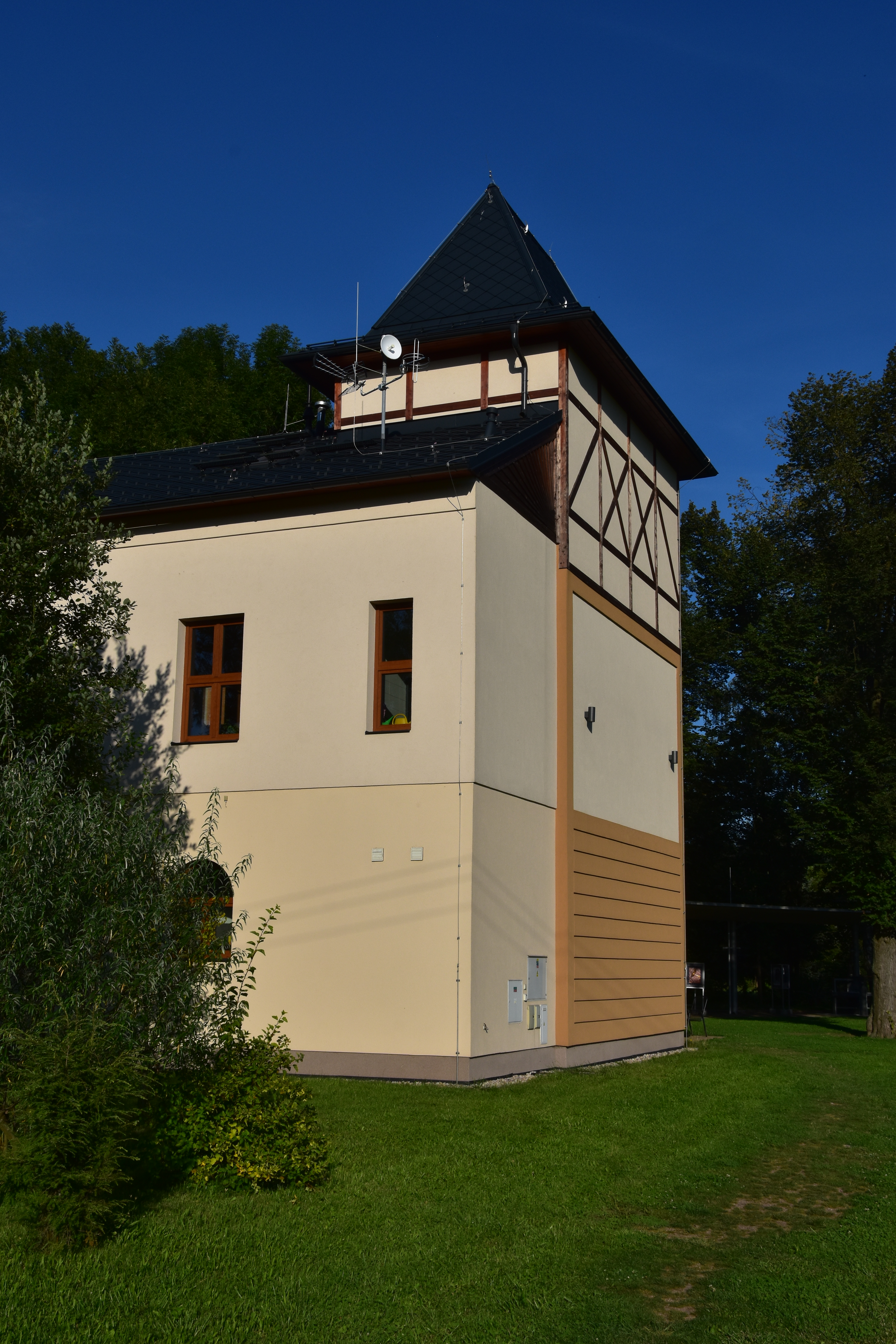
Vila Komenského

Malé lázně Běloves (nebo dříve také Nové lázně) je lázeňské místo v Náchodě-Bělovsi. Nachází se na druhém břehu řeky Metuje než tzv. Velké Lázně.

## Historie
Malé lázně byly založeny v roce 1873, když byl objeven pramen minerální vody František. Augustin Sauer u pramene založil tzv. Malé lázně – komplex restaurace, letních lázní, dřevěné besídky, dřevěných kabin pro koupele a zděného prameníku, z něhož byl čerpán pramen Hedva.
Rozvoj byl omezován častými povodněmi, neboť lázně byly umístěny v záplavovém území. Lázně vystřídaly mnoho majitelů. V roce 1896 získal komplex obchodník František Markus z Prahy, který přikročil k zásadní přestavbě lázní a nedaleko původního stavení vybudoval v letech 1896–97 patrovou vilu. Roku 1902 vlastnila lázně Josefa Černá, která získala povolení k plnění a prodeji minerálky. Několik desetiletí se jednalo o přímou konkurenci zavedeným Velkým běloveským lázním existujícím na druhém břehu Metuje. V roce 1907 ve veřejné dražbě nakonec koupil Malé lázně tehdejší majitel Velkých lázní dr. Honl a oba komplexy vlastnicky spojil. V Malých lázních zůstal zachován hostinec a ubytovací pokoje ve vile, která byla pojmenována jako vila Komenský.
V roce 1929 musela být část budov zbourána, protože byly poničeny požárem, a navíc podmáčeny. V roce 1931 byl provoz Malých lázní kvůli opakujícím se povodním a několika požárům definitivně ukončen. Pramen Hedva byl zaslepen a František byl roku 1965 zasypán. Postupně chátrala i vila, která však zbourána nebyla.
V době socialismu a útlumu Velkých lázní došlo v Malých lázních k úpravám budov pro zemědělské účely a bydlení.

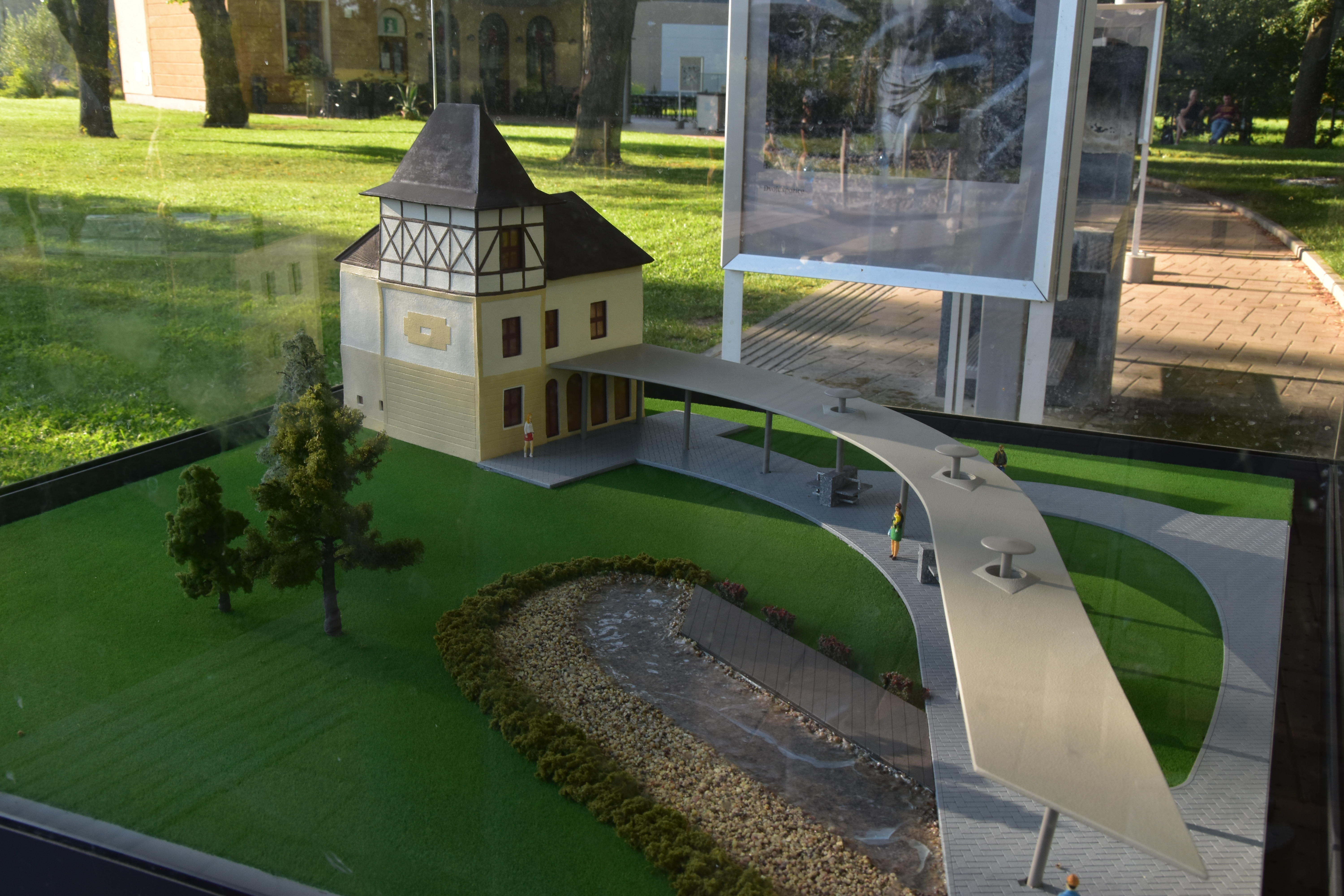
Model Malých lázní

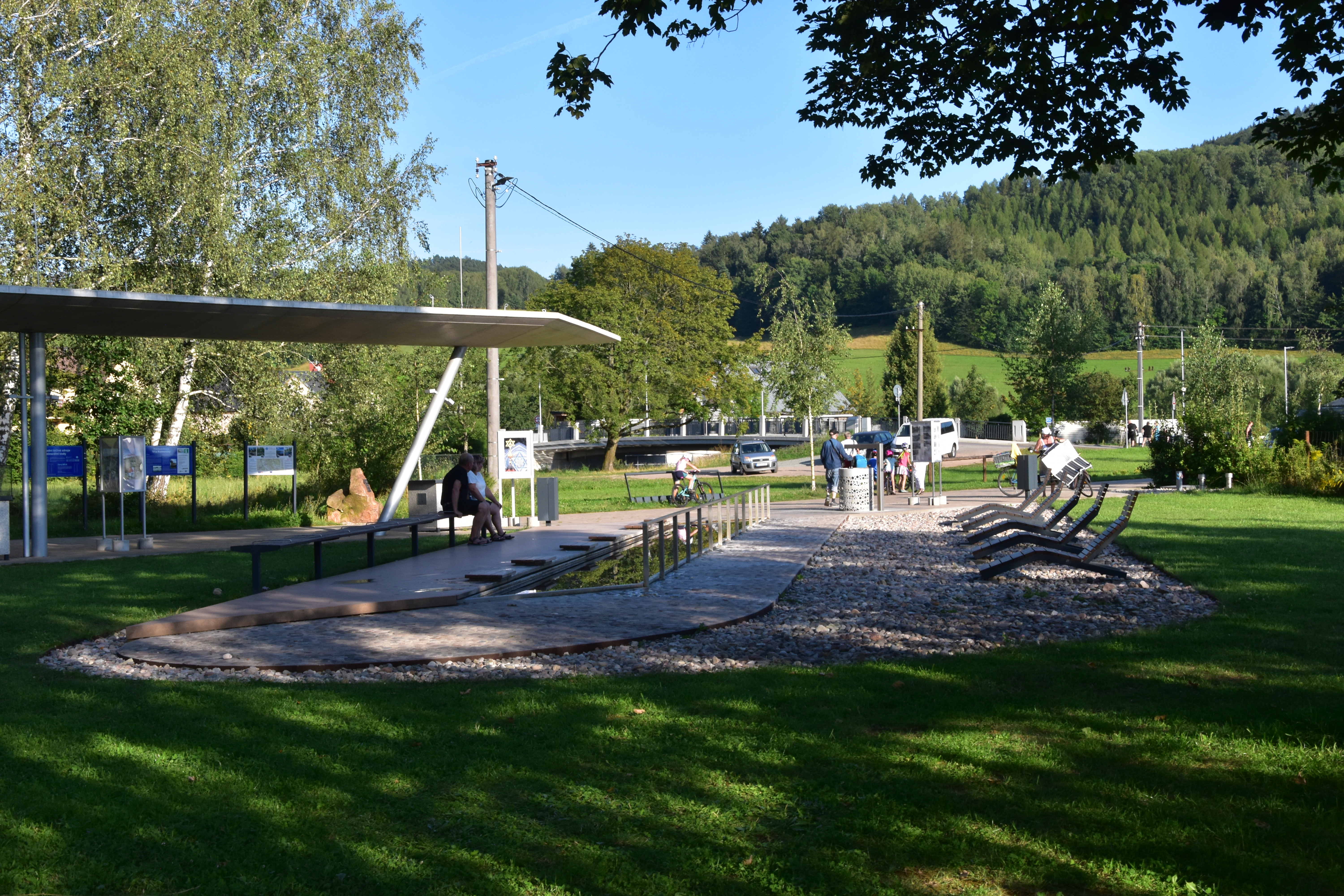
Odpočinková zóna s lehátky a Kneippovým chodníkem

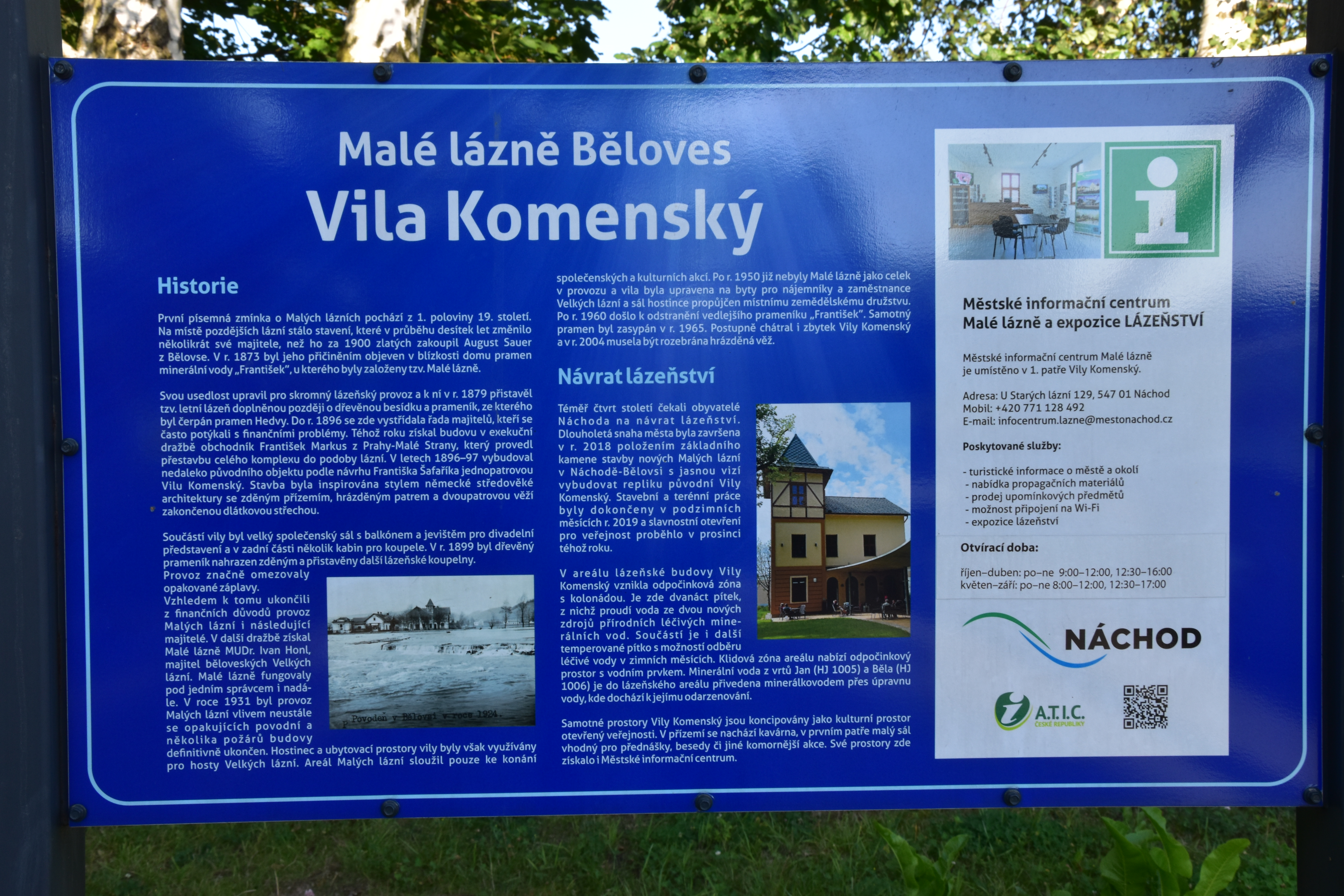
Informační tabule o Malých lázních

## Současnost

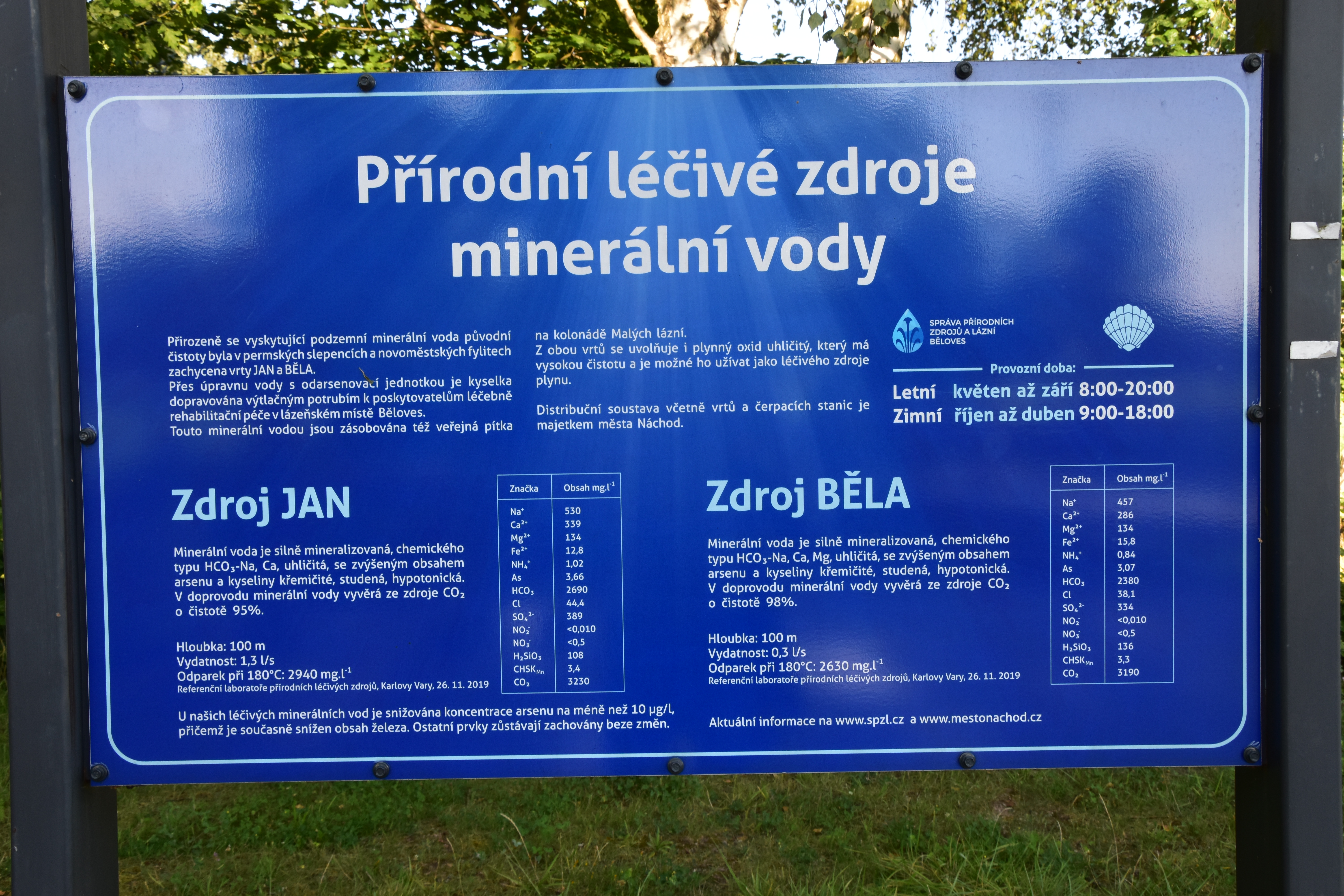
Minerální zdroje v Malých lázních

V současné podobě byl areál zprovozněn na podzim 2019. Slavnostní otevření se konalo 15. prosince 2019. Vodě při slavnostní akci požehnal děkan římskokatolické církve Zdeněk Kubeš. Po čtyřech letech tak bylo možné si načepovat v Bělovsi minerální vodu.
Příprava akce započala v roce 2016. Stavba byla zahájena dne 25. října 2017. Nejprve bylo nutné odstranit původní objekt vily. Slavnostní zahájení s poklepáním na základní kámen potom připadlo na 24. března 2018. Původní zhotovitel neplnil podmínky smlouvy, a proto byla stavba pozastavena a zhotovitel byl nahrazen novým – firmou Průmstav Náchod s.r.o., která stavbu dokončila. Celkové náklady činily přibližně 26 mil. Kč; z toho dotace byly ve výši 13,5 mil. Kč. Jednalo se o jednu ze čtyř hlavních investic, které byly spolufinancovány z projektu Aqua Mineralis Glacensis. Projektantem stavby byl Atelier TSUNAMI Náchod.
Areál vznikl výstavbou věrné repliky Vily Komenský se snahou navázat na 200 let starou tradici lázeňství v Bělovsi, která byla ovšem mezitím na 23 let přerušena. Ve vile se v přízemí nachází kavárna, a v patře informační centrum, jehož součástí je expozice věnovaná historii místního lázeňství. K vidění je vrtná hlavice, ukázky průřezů zdejšího geologického podloží, historické lahve minerálky Ida. Informační panely s fotografiemi seznamují s historií i současností lázní.
K replice vily byla připojena zastřešená betonová kolonáda s třinácti pítky, kde je možné ochutnat minerální vodu ze dvou vrtů (Jan a Běla). Pítka jsou v létě v provozu denně od 8 do 20 h. V zimě je k dispozici tzv. zimní pítko, a to od 8 do 18 hodin za předpokladu, že teploty neklesnou pod -3 stupně Celsia. Minerální voda byla nazvána Běloveské bublinky. Minerální voda není zpoplatněna. Pro návštěvníky je k dispozici i Kneippův chodník.
V létě se zde pořádají kulturní akce jako jarmarky, koncerty a dětské dny.